# Strażnik (Sainte-Croix)
Pour les articles homonymes, voir Strażnik.
Strażnik est une localité polonaise de la gmina de Solec-Zdrój, située dans le powiat de Busko en voïvodie de Sainte-Croix.